# Championnat d'Oman de football 1995-1996
Navigation
Saison 1991-1992 Saison suivante
La saison 1995-1996 du Championnat d'Oman de football est la vingtième édition de la première division au sultanat d'Oman, l' Oman League. Elle rassemble les quatorze meilleurs clubs du pays au sein d'une poule unique où ils s'affrontent à deux reprises, à domicile et à l'extérieur. En fin de saison, les quatre derniers du classement sont relégués et remplacés par les deux meilleurs clubs de deuxième division.
C'est le Sur Club, tenant du titre, qui remporte à nouveau le championnat cette saison après avoir terminé en tête du classement final, avec six points d'avance sur Oman Club et huit sur Dhofar Club. C'est le deuxième titre de champion d'Oman de l'histoire du club.

## Les clubs participants
| - Sur Club - Al-Suwaiq - Dhofar Club - Al Brimi - Merbat Club - Al-Khabourah SC - Ruwi FC | - Al Nasr Salalah - Al-Ittihad Club - Al Ahly Mascate - Al-Seeb Sports Club - Al Bustan - Al Oruba Sur - Oman Club |

## Compétition
Le barème de points servant à établir le classement se décompose ainsi :
- Victoire : 3 points
- Match nul : 1 point
- Défaite : 0 point

### Classement
| Rang | Équipe              | Pts | J  | G  | N  | P  | Bp | Bc | Diff |
| ---- | ------------------- | --- | -- | -- | -- | -- | -- | -- | ---- |
| 1    | Sur ClubT           | 56  | 26 | 17 | 5  | 4  | 40 | 16 | +24  |
| 2    | Oman Club           | 50  | 26 | 15 | 5  | 6  | 40 | 25 | +15  |
| 3    | Dhofar Club         | 48  | 26 | 14 | 6  | 6  | 58 | 30 | +28  |
| 4    | Al Bustan           | 46  | 26 | 14 | 4  | 8  | 41 | 23 | +18  |
| 5    | Al Oruba Sur        | 43  | 26 | 11 | 10 | 5  | 44 | 28 | +16  |
| 6    | Ruwi FC             | 37  | 26 | 10 | 7  | 9  | 26 | 27 | -1   |
| 7    | Al-Seeb Sports Club | 33  | 26 | 8  | 9  | 9  | 38 | 37 | +1   |
| 8    | Al-Ittihad Club     | 33  | 26 | 8  | 9  | 9  | 30 | 30 | 0    |
| 9    | Al Nasr SalalahC    | 32  | 26 | 8  | 8  | 10 | 33 | 36 | -3   |
| 10   | Al-Suwaiq           | 32  | 26 | 9  | 5  | 12 | 37 | 52 | -15  |
| 11   | Al Ahly Mascate     | 30  | 26 | 8  | 6  | 12 | 20 | 32 | -12  |
| 12   | Al Brimi            | 23  | 26 | 7  | 2  | 17 | 29 | 48 | -19  |
| 13   | Al-Khabourah SC     | 21  | 26 | 4  | 9  | 13 | 22 | 36 | -14  |
| 14   | Merbat Club         | 16  | 26 | 4  | 4  | 18 | 24 | 60 | -36  |

|  | Qualification pour la Coupe d'Asie des clubs champions 1997-1998 et la Coupe du golfe des clubs champions 1998 |
|  | Qualification pour la Coupe des Coupes 1996-1997                                                               |
|  | Relégation directe en deuxième division                                                                        |
|  | T : Tenant du titre C : Vainqueur de la Coupe d'Oman                                                           |

## Bilan de la saison
| Championnat d'Oman de football 1995-1996                        |                     |
| Champion                                                        | Sur Club (2e titre) |
| Coupes et trophées                                              |                     |
| Vainqueur de la Coupe d'Oman 1995-1996                          | Al Nasr Salalah     |
| Qualifications continentales                                    |                     |
| Coupe d'Asie des clubs champions 1997-1998                      | Sur Club            |
| Coupe des Coupes 1996-1997                                      | Al Nasr Salalah     |
| Coupe du golfe des clubs champions 1998                         | Sur Club            |
| Promotions et relégations                                       |                     |
| Promus en Oman League                                           | Fanja Club          |
| Promus en Oman League                                           | Sohar Club          |
| Relégués en Championnat d'Oman de football de deuxième division | Al Ahly Mascate     |
| Relégués en Championnat d'Oman de football de deuxième division | Al Brimi            |
| Relégués en Championnat d'Oman de football de deuxième division | Al-Khabourah SC     |
| Relégués en Championnat d'Oman de football de deuxième division | Merbat Club         |